# Битва при Фраге
Битва при Фраге — состоявшееся 17 июля 1134 года в районе города Фрага (Королевство Арагон) сражение между арагонской армией короля Альфонсо I и Альморавидами. Итогом сражения стала победа мусульман, несмотря на количественное превосходство христианской армии. Это была последняя битва Альфонсо I — он умер вскоре после неё.

## Предыстория
Со второй половины XI века короли Арагона и графы Барселоны и Урхеля пытались отвоевать удерживаемые мусульманами пограничные города и крепости. В частности, они рассчитывали занять земли между реками Сегре и Синка вплоть до устья реки Эбро, плодородный и процветающий регион с прямым выходом к Средиземному морю. Самыми важными городами этого региона были Лерида, Мекиненса, Фрага и Тортоса. Этот регион был не только богат сельскохозяйственными ресурсами, но и, по причине долгой войны между христианами и мусульманами, был усеян крепостями, башнями и даже подземными убежищами, где можно было эффективно защищаться от нападения. Это усложняло задачу христианам, но и позволило бы удерживать эти земли в случае успешного их покорения.

## Битва
В октябре 1134 года король Альфонсо I, известный среди мусульман как Ибн Рудмир (буквально — «сын Рамиро») или аль-Фаранджи, осадил город Фрага во главе арагонской армии. Реакция альморавидов была быстрой и решительной. Эмир Кордовы, сын халифа, собрал 2000 элитных воинов, эмир Мурсии и Валенсии предоставил ещё 500 человек, а губернатор Лериды ибн Ийяд — 200. После того, как эти силы были объединены в единую армию во главе с ибн Ийядом, она двинулась на помощь Фраге. Альфонсо I, сознавая свое численное преимущество, не выказал опасений относительно грядущей битвы.
Христианские силы дрогнули под напором мусульманской кавалерии, однако Альфонсо I, по-прежнему уверенный в своем численном и тактическом превосходстве, сплотил свои войска. Его телохранители столкнулись с конницей эмира Мурсии, Яхья бен Гания. Между тем, конница альморавидов косила арагонцев. Увидев это, жители города, большинство из которых были арабского происхождения, вышли из города и напали на арагонский лагерь, грабя запасы провизии и убивая оставшихся в нём солдат, после чего отступили обратно за стены. В этот момент эмир Кордовы начал решающую атаку и во главе кавалерии смял христианские ряды. Потеряв большинство своих солдат, Альфонсо I был вынужден бежать и направился к Сарагосе. Он умер всего через 20 дней после битвы.

## Последствия
Арагонские потери под Фрагой были значительными. Среди мертвых или плененных были знатные члены арагонского общества. Так, епископ и папский легат Ги де Лескар сражался в рядах христиан, был захвачен в плен и заключен в Валенсии. Также в битве пали арагонские рыцари Эмери II, виконт Нарбоннский, Сантюль VI, виконт Беарнский, Бельтран де Риснель, двоюродный брат короля Альфонсо I.